# Harig wilgenroosje
Het harig wilgenroosje (Epilobium hirsutum) is een 0,8-1,8 m hoge, algemeen voorkomende, vaste plant uit de teunisbloemfamilie (Onagraceae).
De zachtbehaarde stengel draagt 6-12 cm lange, langwerpige bladeren. De bladeren zijn meestal tegenoverstaand, terwijl het middelste blad vaak stengelomvattend is. Ook de bladeren zijn zachtbehaard.
De bloemen hebben een diameter van 1,5-2,5 cm, vier uitgerande, licht- tot donker magenta kroonbladen en een vierspletige stempel. De plant bloeit van juni tot september.

## Voorkomen
De plant komt in België en Nederland algemeen voor op vochtige plaatsen, in ruigten, langs slootkanten en op niet al te zware grond. Een diepte tot 10 cm in het water gedurende enige tijd is geen bezwaar, maar de plant kan echter geen langdurige natte voeten gebruiken en heeft ook behoefte aan veel licht. Onder deze omstandigheden kan de plant dichte bosschages vormen.
Het verspreidingsgebied breidt zich naar het noorden uit. Zo werd de plant in 1980 op het Schotse eiland Skye nog niet waargenomen, terwijl ze daar anno 2004 veel voorkomt.

## Waardplant
Het harig wilgenroosje is de waardplant voor onder andere de wants Dicyphus epilobii (familie Miridae) die monofaag van de plant leeft, en diverse vlinders zoals diverse soorten uit het geslacht Mompha (familie Cosmopterigidae), wilgenroosjesdikkopmot (Scythrididae) en groot avondrood (Sphingidae).

## Plantengemeenschap
Het harig wilgenroosje is een kensoort voor de klasse van natte strooiselruigten (Convolvulo-Filipenduletea).

## Afbeeldingen

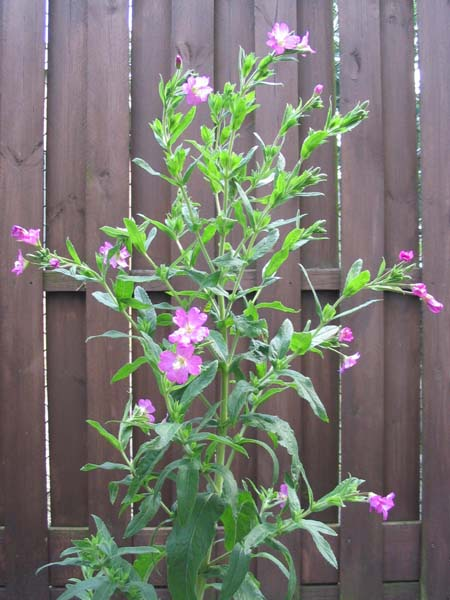
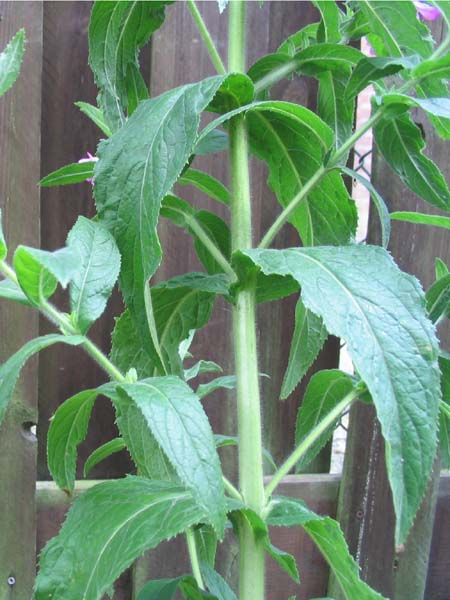
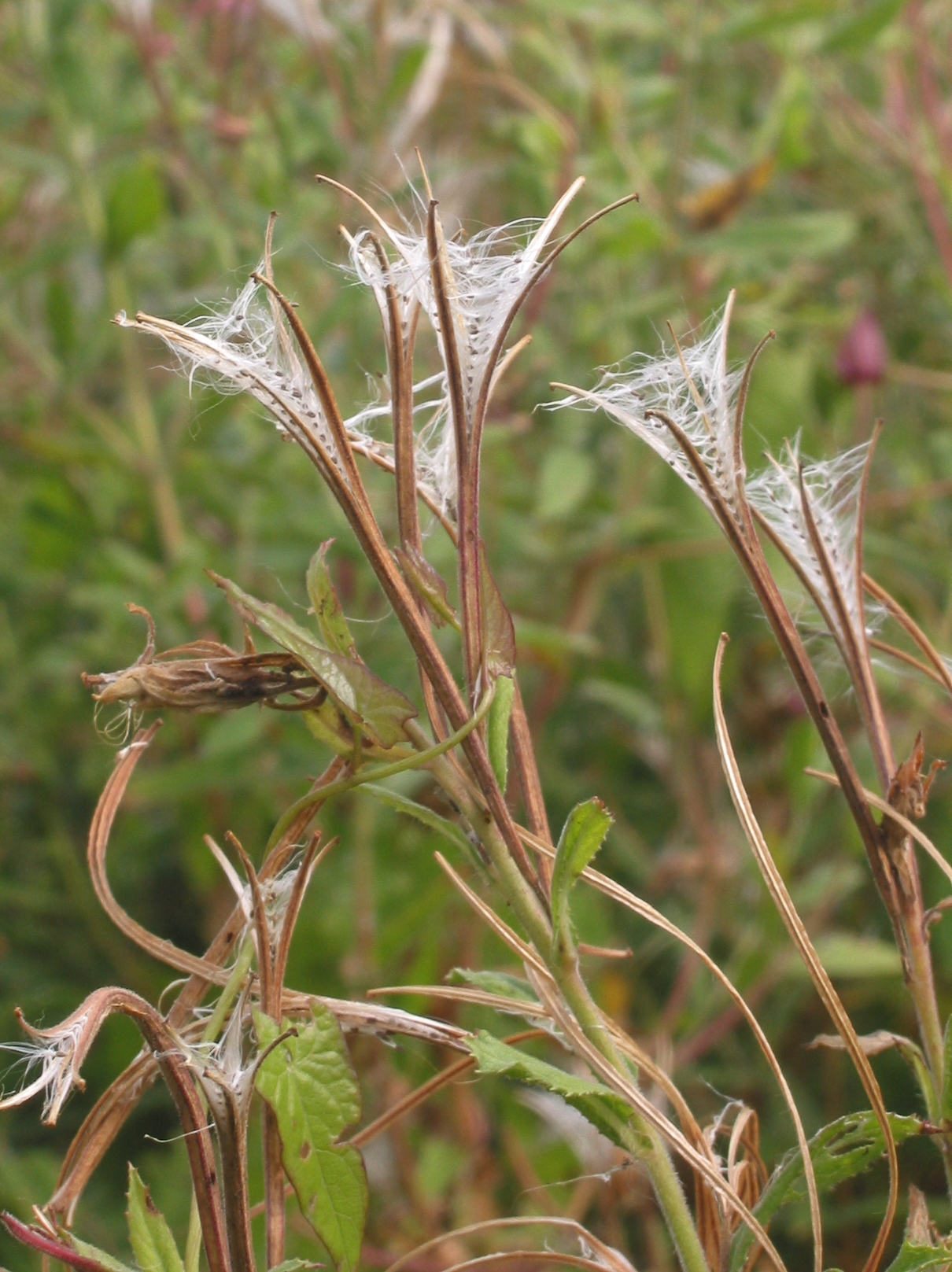
vruchten
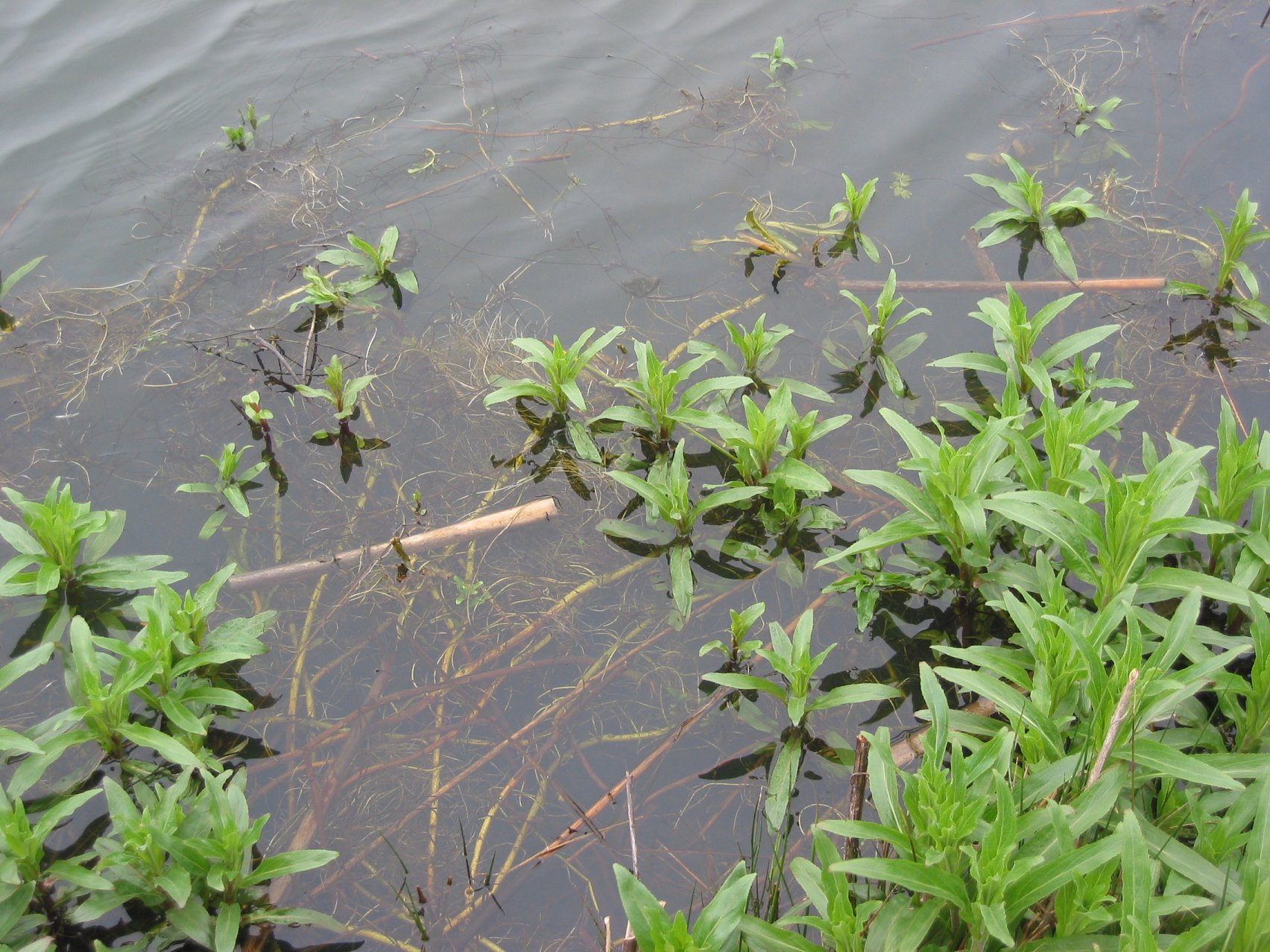
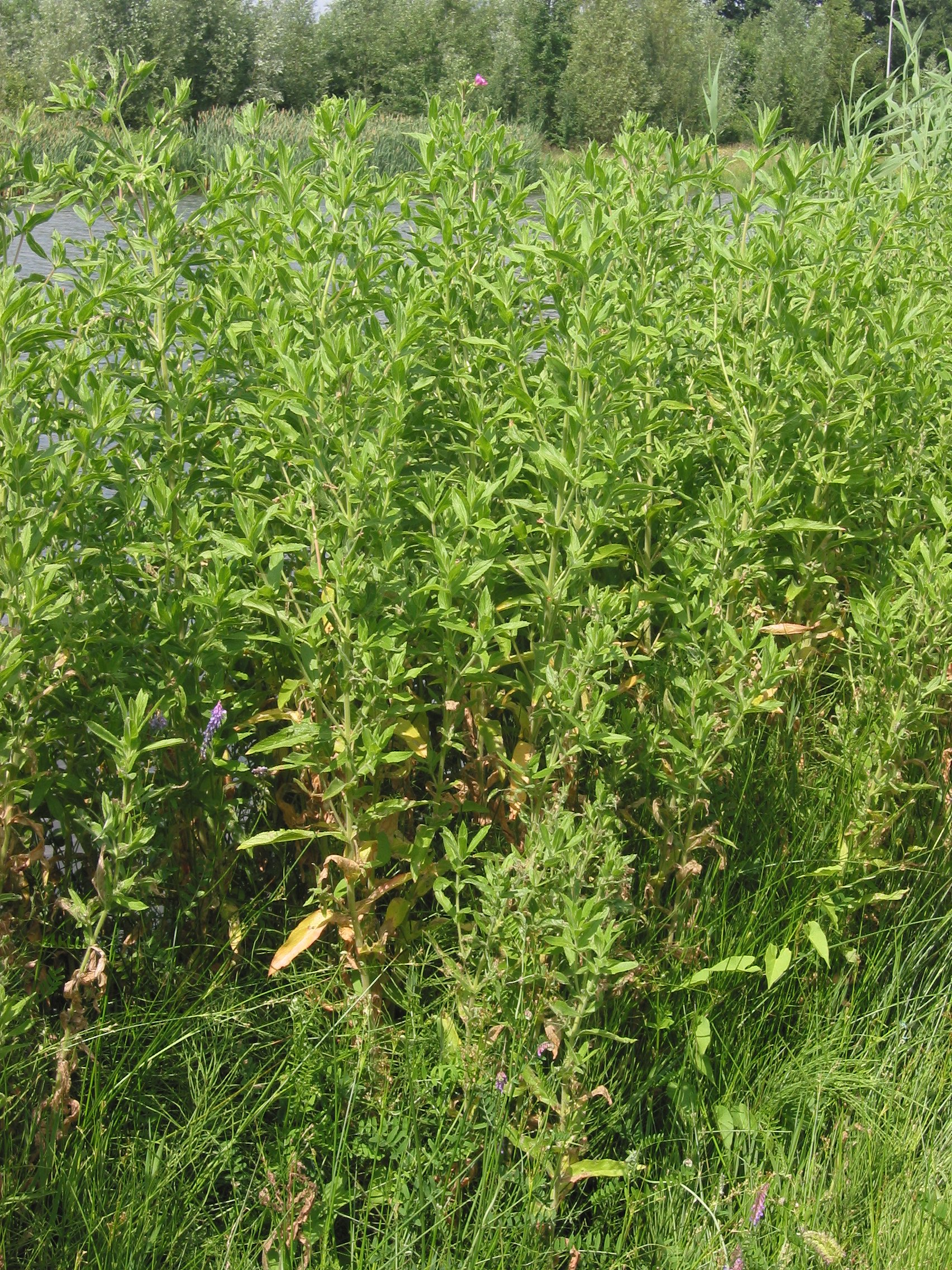
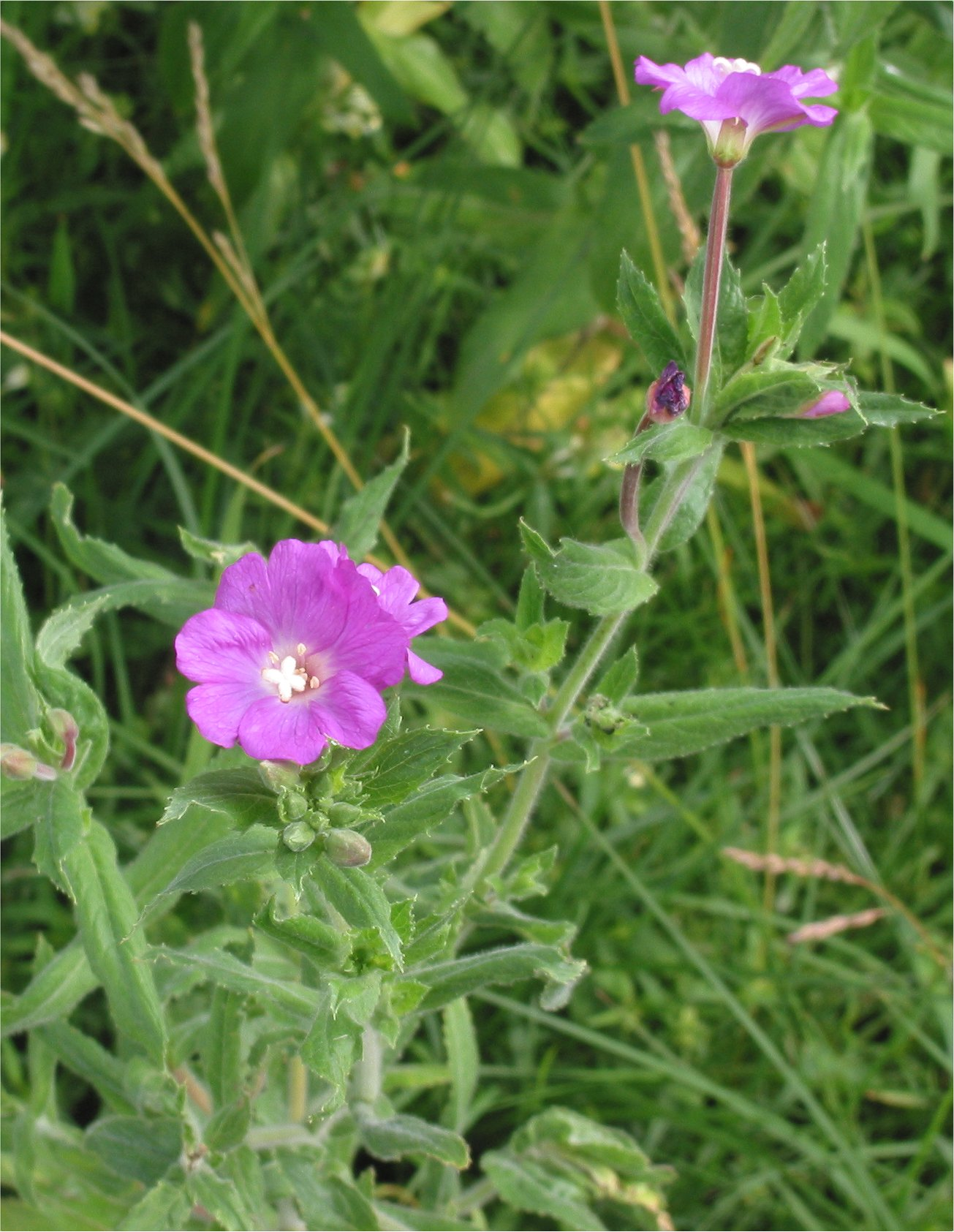